# Microvoluta joloensis
Microvoluta joloensis is een slakkensoort uit de familie van de Volutomitridae. De wetenschappelijke naam van de soort is voor het eerst geldig gepubliceerd in 1970 door Cernohorsky.